# Caught in Providence
Caught in Providence est une émission de télé-réalité américaine présidée par le juge Frank Caprio. Dans cette émission, nous rencontrons plusieurs personnes venues comparaître devant la Cour municipale de Providence.

## Principe de l'émission
De véritables personnes doivent comparaître devant la Cour municipale de Providence afin d'y être jugées pour diverses infractions liées à la circulation, le stationnement et les mises en accusation pour des infractions pénales. L'émission est présentée par le juge Frank Caprio et son collègue l'inspecteur Ziggy Quinn. Le juge Caprio est d'ailleurs plébiscité par son audience pour ses valeurs en matière de « clémence » envers les personnes appelées à comparaître,.

## Distinction
Caught in Providence remportera le prix Daytime Emmy Award de la meilleure émission juridique.